# Mușchi trapez
Trapezul (numit și mușchi cucular, Musculus trapezius în limba Latină) este un mușchi scheletic, bilateral, de formă trapezoidală - de unde și numele său - care se întinde longitudinal de la osul occipital până la ultima vertebră toracică și, în plan lateral, până la scapulă (omoplat). mușchiul tapez mișcă scapula și susține brațul. 

## Index
- Origine
- Funcții
- Anatomie

## Origine
Poziția trapezului se află în partea posterioară a gâtului și spatelui superior.
Trapezul este delimitat de următoarele componente anatomice:
- Linia nucală superioară a osului occipital (craniul)
- Protuberanța occipitală externă
- Ligamentul nucal
- Procesele spinoase ale vertebrelor C7-T12 (cervicale inferioare și toracale superioare)

### Puncte de inserție[4]
- Treimea laterală a claviculei
- Acromionul scapulei
- Spina scapulei

Trapezul este un mușchi care pornește din treimea mediană a liniei nucale superioare, din protuberanța occipitală externă, din ligamentul nucal și din procesele spinoase ale vertebrei cervicale VII și din toate vertebrele toracice, și are inserție în treimea laterală a marginii posterioare a claviculei, la marginea mediană a acromionului și la coloana vertebrală a scapulei.

## Funcții
Mușchiul trapez este împărțit funcțional în trei porțiuni:

### Partea superioară (descendentă):
- Ridică scapula (umerii) — ex: la gestul de „ridicare din umeri”
- Ajută la extensia capului (înclinarea spre spate)

### Partea mijlocie (orizontală):
- Retrage (aduce spre linia mediană) scapula — ex: când apropiem omoplații

### Partea inferioară (ascendentă):
- Coboară scapula
- Ajută la rotația scapulei în timpul ridicării brațului peste orizontală

Acționează împreună cu mușchiul serratus anterior pentru rotația superioară a scapulei — esențială în mișcarea de ridicare a brațului.
Mușchiul trapez crește, coboară, aduce, rotește la exterior scapula. Extinde capul rotindu-l în partea opusă. Se extinde, se rotește, înclină capul și coloana cervicală lateral. Participă indirect la flexarea brațului prin ridicarea scapulei de la aproximativ 60 ° înainte.

## Anatomie

### Innervație (nervi)
- Nerv accesor (cranian XI) – motor principal
- Ramuri din plexul cervical (C3–C4) – contribuie la senzația dureroasă și propriocepție

### Irigare sanguină
- Ramuri din artera cervicală transversă (o ramură din trunchiul tirocervical, subclavie)
- Alte surse: arterele occipitală și scapulară dorsală

## Importanță clinică
- Frecvent implicat în tensiuni musculare, dureri cervicale și ale umerilor
- Poate fi afectat de leziuni ale nervului accesor, ducând la slăbiciune în ridicarea umărului și dificultate în mișcările brațului
- Foarte activat la persoane care petrec mult timp la birou, în tensiune posturală[7]